# Cidinho Santos
José Aparecido dos Santos (Janiópolis, 19 de junho de 1968) é empresário e político brasileiro, filiado ao Partido da República (PR).
Foi prefeito de Nova Marilândia (MT) entre 1993 e 1996 e entre 2001 e 2008. Presidiu a Associação Mato-grossense dos Municípios (AMM) nos biênios 2005/2006 e 2007/2008.
Nas eleições de 2010, foi eleito primeiro suplente de Blairo Maggi ao Senado Federal. Assumiu o cargo em diversas oportunidades, sendo a ultima em virtude da nomeação de Maggi para ocupar o Ministério da Agricultura do governo Michel Temer.
Foi investigado pela Policia Federal por envolvimento em esquema de corrupção chamado Máfia das Sanguessugas, onde diversos políticos e empresários operavam superfaturando a aquisição de ambulâncias para as prefeituras de MT via emendas do orçamento publico da União. Em 2010 foi indiciado pelo Ministério Publico de MT em processo civil. Apesar do foro privilegiado decorrente do cargo de Senador, o processo não foi remetido ao Supremo Tribunal Federal.
Em outra ação movida pelo Ministério Publico Federal, o empresário é acusado de improbidade administrativa por sua gestão como prefeito entre 2002 e 2003. A Justiça Federal de MT julgou e condenou o empresário em 2014, porem sua defesa recorreu da decisão. A ação penal 991 segue no STF, sob a relatoria do ministro Edson Fachin.
Em dezembro de 2016, votou a favor da PEC do Teto dos Gastos Públicos. Em julho de 2017 votou a favor da reforma trabalhista.
Em outubro de 2017 votou a favor da manutenção do mandato do senador Aécio Neves derrubando decisão da Primeira Turma do Supremo Tribunal Federal no processo onde ele é acusado de corrupção e obstrução da justiça por solicitar dois milhões de reais ao empresário Joesley Batista.
Cidinho foi relator da sugestão legislativa n.º 40, de 2017. A proposta, enviada por uma cidadã sergipana ao Portal e-Cidadania, previa o desconto de 30% na compra de automóveis por professores. Em novembro de 2017, a comissão de direitos humanos aprovou o relatório, que era favorável à sugestão, transformando-a num projeto de lei (PLS n.º 512, de 2017) que prevê a inclusão da classe dos professores entre os isentos de IPI.
Em 2023, assumiu o Progressistas do Mato Grosso.